# Hồ Nam
Hồ Nam (tiếng Trung: 湖南; bính âm: Húnán; ngheⓘ) là một tỉnh của Cộng hòa Nhân dân Trung Hoa, nằm ở khu vực trung-nam của quốc gia. Năm 2018, Hồ Nam là tỉnh đứng thứ bảy về số dân, đứng thứ tám về kinh tế Trung Quốc với 68,6 triệu dân, tương đương với Pháp  và GDP đạt 3.642 tỉ NDT (505,5 tỉ USD), gần bằng với Bỉ.
Hồ Nam nằm ở phía nam của trung du Trường Giang và phía nam của hồ Động Đình (vì thế mới có tên gọi là Hồ Nam). Hồ Nam có giản xưng là "Tương" (湘), theo tên sông Tương chảy trên địa bàn. Hồ Nam giáp với Hồ Bắc ở phía bắc, với Giang Tây ở phía đông, với Quảng Đông ở phía nam, với Quảng Tây ở phía tây nam, với Quý Châu ở phía tây, và với Trùng Khánh ở phía tây bắc. Tỉnh lị của Hồ Nam là Trường Sa. Ngôn ngữ bản địa của phần lớn cư dân Hồ Nam là tiếng Tương.

## Lịch sử
Thời nguyên thủy, các cánh rừng tại Hồ Nam là nơi sinh sống của những bộ tộc Tam Miêu (三苗), Bách Bộc (百濮) và Dương Việt (揚越), họ là tổ tiên của các tộc người Miêu, Thổ Gia, Động và Dao hiện nay. Các văn vật khai quật tại nhiều huyện trong tỉnh đã chứng minh rằng những giống người cổ đã có các hoạt động tại Hồ Nam cách đây 400.000 năm, sớm nhất là từ 10.000 năm trước đã có hoạt động trồng lúa và từ 5000 năm trước, tức vào thời đại đồ đá mới, đã có các cư dân sinh sống theo phương thức định cư đầu tiên tại Hồ Nam.
Sau khi Hồ Nam bị sáp nhập vào nước Sở, trong hàng trăm năm sau đó, người Hán ở phía bắc đã di cư đến Hồ Nam với số lượng lớn, họ chặt hạ các cánh rừng và bắt đầu hình thành nên các ruộng lúa tại những vùng thung lũng và đồng bằng. Đến ngày này, nhiều ngôi làng tại Hồ Nam vẫn được đặt tên theo các dòng họ người Hán đến định cư tại đó. Việc nhập cư từ phía bắc đặc biệt phổ biến vào thời Đông Tấn và Nam-Bắc triều, khi các dân tộc Ngũ Hồ tiến vào Trung Nguyên. Sau khi Nhà Đường sụp đổ, vào thời Ngũ Đại Thập Quốc, Mã Ân đã cát cứ tại Hồ Nam và lập nên nước Sở, quốc đô đặt ở Trường Sa.

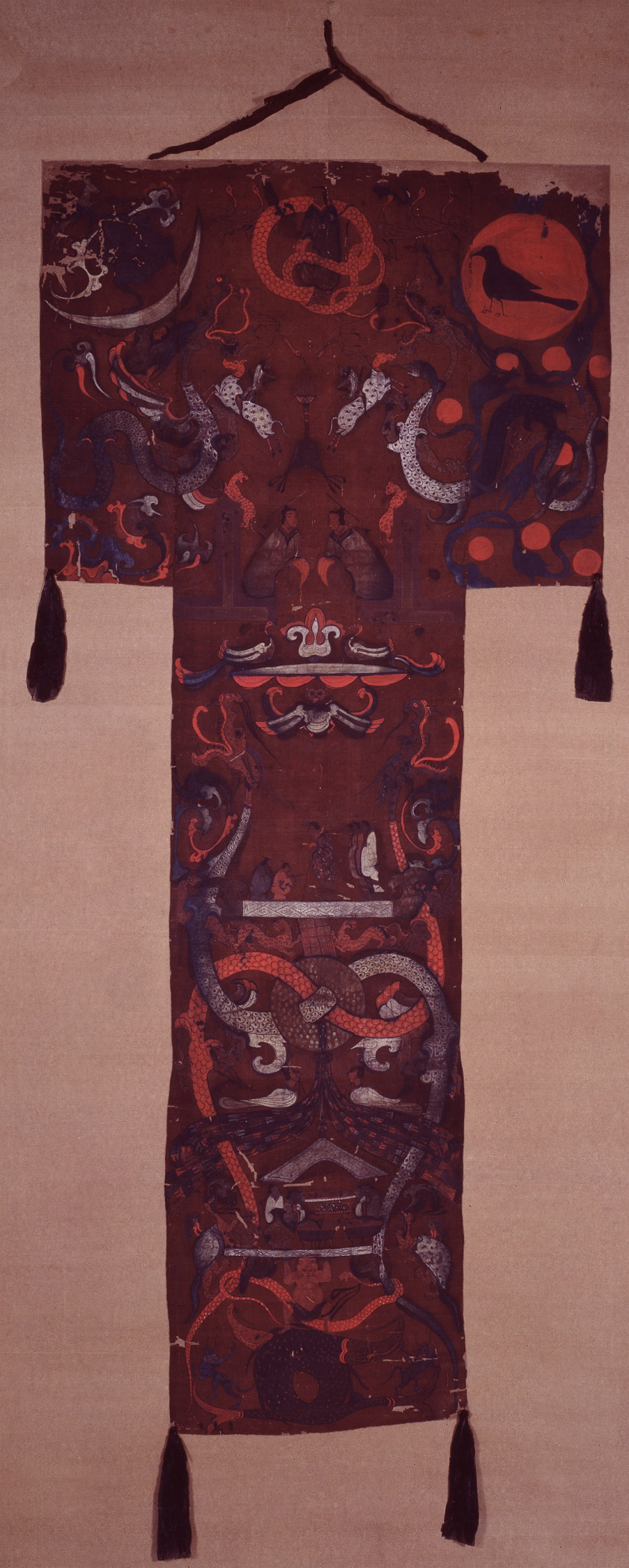
Bức họa trên tơ lụa từ thời Tây Hán được tìm thấy trong áo quan tại Mã Vương Đôi gần Trường Sa.

Hồ Nam đã trở thành một trung tâm giao thông quan trọng trong thời phong kiến Trung Quốc với vị trí nằm bên Trường Giang. Nó cũng nằm trên tuyến đế lộ được xây dựng giữa miền bắc và miền nam Trung Quốc. Hồ Nam có nhiều đất đai để sản xuất ngũ cốc, phần thặng dư được cung cấp cho các phần khác của Trung Quốc. Dân số Hồ Nam tiếp tục tăng cho đến thế kỷ XIX, khi mật độ đã trở nên đông đúc và nổ ra các cuộc khởi nghĩa nông dân. Một số cuộc nổi dậy có nguồn gốc từ căng thẳng sắc tộc như cuộc nổi loạn của người Miêu từ 1795-1806.
Cuộc khởi nghĩa Thái Bình Thiên Quốc nổ ra ở Quảng Tây vào năm 1850. Quân khởi nghĩa sau đó đã tràn đến Hồ Nam và tiến xa về phía đông theo thung lũng Trường Giang. Cuối cùng, một đội quân người Hồ Nam dưới quyền chỉ huy của Tăng Quốc Phiên đã tiến đến Nam Kinh để dập tắt cuộc khởi nghĩa này vào năm 1864.
Hồ Nam tương đối yên tĩnh cho đến năm 1910, khi tại đây nổ ra các cuộc nổi dậy chống lại triều đình Nhà Thanh đang trên đà sụp đổ, tiếp theo là khởi nghĩa Thu Thu (秋收起义) của lực lượng cộng sản vào năm 1927. Cuộc khởi nghĩa này do một người nguyên quán Hồ Nam là Mao Trạch Đông lãnh đạo, và nó đã hình thành một Xô viết Hà Nam tồn tại ngắn ngủi vào năm 1927. Lực lượng cộng sản vẫn duy trì các đội quân du kích trong các khu vực đồi núi dọc theo ranh giới hai tỉnh Hồ Nam-Giang Tây cho đến năm 1934. Sau đó, dưới sức ép từ quân Quốc Dân đảng, lực lượng cộng sản phải tiến hành Vạn lý Trường chinh đến các căn cứ ở tỉnh Thiểm Tây. Sau khi lực lượng cộng sản rời đi, quân Quốc Dân đảng đã chiến đấu chống lại người Nhật trong chiến tranh Trung-Nhật. Họ đã bảo vệ thủ phủ Trường Sa cho đến khi thất thủ vào năm 1944. Nhật Bản đã phát động Chiến dịch Ichi-Go, một kế hoạch nhằm kiểm soát tuyến đường sắt từ Vũ Xương đến Quảng Châu (Việt Hán tuyến). Sau khi người Nhật đầu hàng, Hồ Nam vẫn tương đối nguyên vẹn trong cuộc nội chiến tiếp theo.
Do là tỉnh nhà của Mao Trạch Đông, Hồ Nam đã ủng hộ nhiệt thành Cách mạng Văn hóa vào những năm 1966-1976. Tuy nhiên, đây cũng là tỉnh chậm nhất trong việc thực thi các cải cách của Đặng Tiểu Bình sau khi Mao Trạch Đông qua đời vào năm 1976.

## Lịch sử hành chính
Hồ Nam đi vào lịch sử thành văn của Trung Quốc từ khoảng năm 350 TCN, dưới thời nhà Chu, vùng đất nay là Hồ Nam trở thành một phần của nước Sở. Sau khi Tần Thủy Hoàng thống nhất Trung Quốc, đã thiết lập hai quận Kiềm Trung và Trường Sa tại Hồ Nam. Đến sau thời Hán Vũ Đế, Hồ Nam thuộc khu vực quản lý của thứ sử Kinh châu, được chia thành các quận Vũ Lăng, Quế Dương, Linh Lăng, Hành Dương và Trường Sa. Đến thời Tam Quốc, đất Hồ Nam được chia thành năm quận thuộc Kinh châu của nước Đông Ngô. Đến thời Tây Tấn, Hồ Nam được phân chia giữa Kinh châu và Quảng châu.
Đến thời Đông Tấn, Hồ Nam bị phân chia giữa ba châu Kinh, Hồ và Giang. Thời các Nam triều Tống, Tề và Lương, lãnh thổ Hồ Nam thuộc Tương châu, Dĩnh châu và một bộ phận nhỏ Kinh châu. Đến thời Nam triều Trần, Hồ Nam phân thuộc Kinh châu và Nguyên châu. Năm Khai Hoàng thứ 9 (589), Tùy Cao Tổ bình định Nam triều Trần, triều Tùy sau khi thống nhất Trung Quốc đã thiết lập tại Hồ Nam tám quận là Trường Sa, Vũ Lăng, Nguyên Lăng, Lễ Dương, Ba Lăng, Hành Sơn, Quế Dương và Linh Lăng. Đến năm Khai Nguyên thứ 2 (733) thời Đường Huyền Tông, triều Đường đã phân Hồ Nam thuộc Sơn Nam đông đạo, Giang Nam tây đạo và Kiềm Trung đạo. Đến năm Quảng Đức thứ 2 (764) thời Đường Đại Tông, triều đình đã thiết lập Hồ Nam quan sát sứ tại Hành Châu, từ đó trong hệ thống hành chính Trung Quốc bắt đầu xuất hiện tên gọi "Hồ Nam".

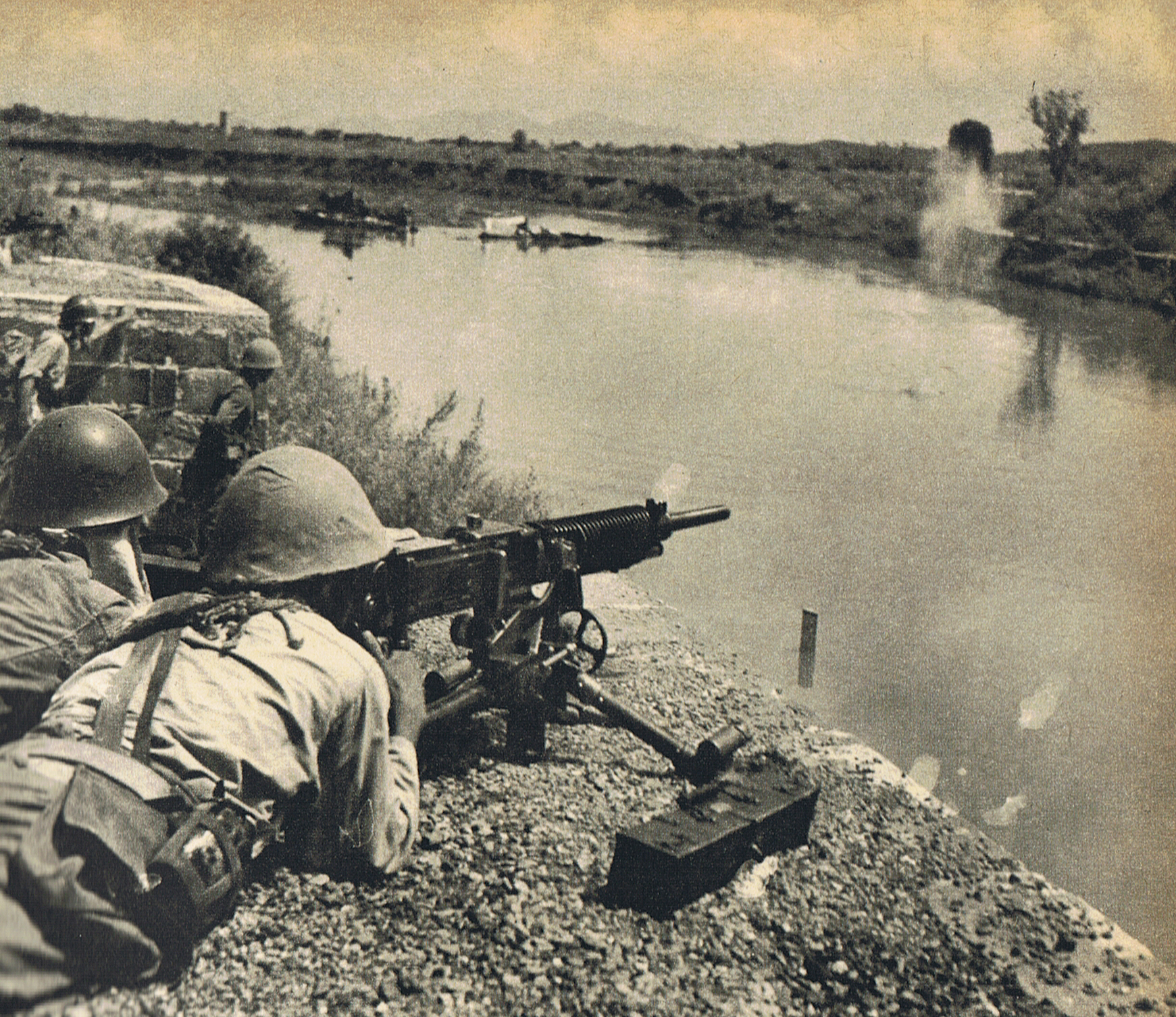
Trận Trường Sa (1941) giữa Trung Hoa Dân Quốc và Đại đế quốc Nhật Bản

Đến thời Bắc Tống, Hồ Nam phân thuộc Kinh Hồ nam lộ và Kinh Hồ bắc lộ. Vào thời điểm này, khu vực hồ Động Đình được khai phá trên quy mô lớn, địa vị của Hồ Nam đối với toàn quốc tăng lên nhanh chóng. Thời Tống, toàn quốc có tứ đại thư viện thì Hồ Nam đã có đến 2. Những năm cuối thời Bắc Tống, nhân khẩu Hồ Nam đạt trên 5,7 triệu người. Thời Nhà Nguyên, Hồ Nam thuộc Hồ Quảng đẳng xứ hành trung thư tỉnh (湖广等处行中书省) với thủ phủ đặt ở Vũ Hán, triều đình Nguyên cũng lập Hồ Nam tuyên ủy ti tại Hành Châu (sau chuyển đến Đàm Châu). Đến thời Nhà Minh, Hồ Nam thuộc Hồ Quảng bố chánh sứ ti (湖广布政使司), thủ phủ đặt ở Vũ Hán. Đến năm Khang Hi thứ 3 (1664), triều đình phân Hồ Quảng thành Hồ Quảng tả, hữu bố chính sứ ti, trong đó hữu ti về sau đã thiết lập nên bốn đạo là Trường Bảo, Nhạc Thường Lễ, Hành Vĩnh Sâm Quế và Thần Nguyên Vĩnh Tĩnh và 9 phủ là Trường Sa, Bảo Khánh, Nhạc Châu, Thường Đức, Hành Châu, Thần Châu, Nguyên Châu, Vĩnh Châu, Vĩnh Thuận. Năm Ung Chính thứ 1 (1723), triều đình đổi Hồ Quảng Hữu bố chính sử ti thành Hồ Nam bố chánh sử ti, chuyển trị sở đến Trường Sa, Hồ Nam chính thức trở thành đơn vị hành chính cấp tỉnh của Trung Quốc.
Thời Trung Hoa Dân Quốc, Hồ Nam phế bỏ phủ, thính, châu, song vẫn giữ lại hai cấp đạo và huyện. Năm 1914, toàn tỉnh có bốn đạo là Tương Giang, Hành Dương, Thần Nguyên và Vũ Lăng. Đến năm 1922, cấp đạo bị triệt tiêu, chỉ còn tồn tại hai cấp là tỉnh và huyện. Tháng 12 năm 1937, toàn tỉnh được phân thánh 9 đốc sát khu hành chính, đến năm 1938 thì điều chỉnh thành 10 khu; đến tháng 4 năm 1940, toàn tỉnh Hồ Nam được điều chỉnh thành 10 giám đốc khu hành chính, mỗi giám đốc khu quản lý từ 6-10 huyện, và thành lập hai thành phố Trường Sa (1933) và Hành Dương (1943). Trước khi chính quyền Trung Hoa Dân Quốc rút ra Đài Loan, toàn Hồ Nam có 2 thành phố, 10 giám đốc khu hành chính, 77 huyện với thủ phủ là Trường Sa.
Sau khi thành lập Cộng hòa Nhân dân Trung Hoa năm 1949, trong cùng năm đã thiết lập hai thành phố Trường Sa và Hành Dương, lập 7 chuyên khu trực thuộc là Trường Sa, Hành Dương, Sâm huyện, Thường Đức, Ích Dương, Thiệu Dương và Vĩnh Châu. Sau nhiều lần điều chỉnh, đến cuối năm 2002, Hồ Nam được phân thành 14 đơn vị hành chính cấp địa khu (13 địa cấp thị và 1 châu tự trị, 122 đơn vị cấp huyện (34 khu, 16 huyện cấp thị, 65 huyện và 7 huyện tự trị).

## Địa lý

Khu thắng cảnh Vũ Lăng Nguyên tại Trương Gia Giới

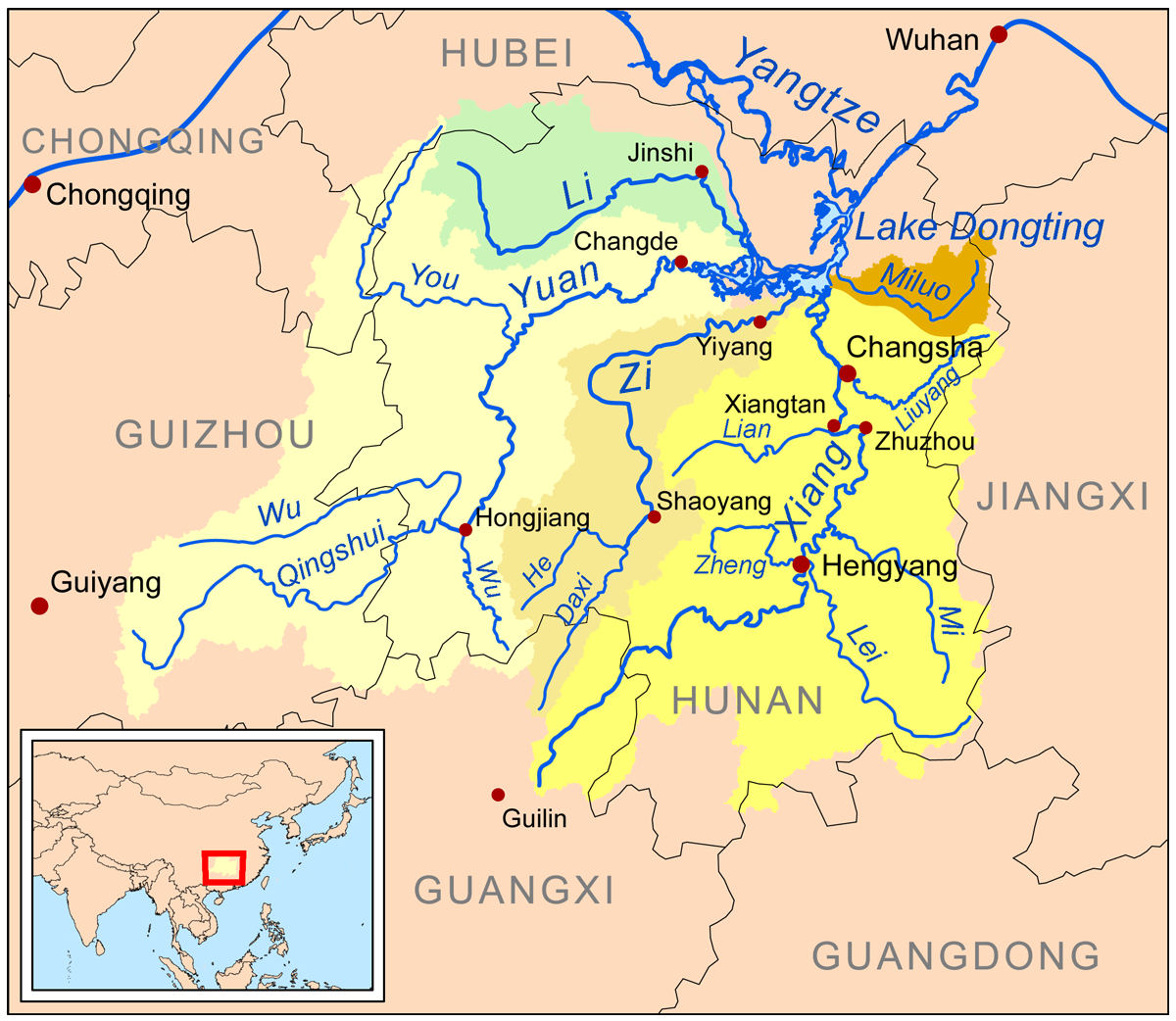
Bản đồ lưu vực các sông là chi lưu của hồ Động Đình

Hồ Nam nằm ở phía nam Trường Giang và gần như tỉnh này nằm ở trung tâm chiều dài dòng chảy của sông. Ở phía đông bắc của Hồ Nam, Trường Giang tạo thành một đoạn ranh giới tự nhiên giữa Hồ Nam và Hồ Bắc. Ở phía bắc Hồ Nam có hồ Động Đình, bốn sông Tương, Tư, Nguyên, Lễ cung cấp nước cho hồ này. Hệ thống sông tại Hồ Nam giống như hình cái quạt, hầu hết đều đổ vào bốn chi lưu chính của hồ Động Đình. Hồ Động Đình chảy ra Trường Giang. Hồ Động Đình là hồ nước ngọt lớn nhất tỉnh và là một trong số các hồ nước ngọt lớn nhất Trung Quốc. Do hoạt động cải tạo đất để phục vụ cho nông nghiệp, hồ Động Đình nay bị phân thành nhiều hồ nhỏ, mặc dù gần đây đã có một số nỗ lực nhằm đảo ngược xu hướng này.
Hồ Nam có núi bao quanh ba mặt đông, nam và tây nam, địa hình trung bộ và bắc bộ thấp và bằng phẳng, hình thành bồn địa hình móng ngựa, mở ra ở phía bắc với hồ Động Đình là trung tâm. Ở phía tây bắc có dãy núi Vũ Lăng (武陵山脉), ở phía tây nam có dãy núi Tuyết Phong (雪峰山脉), ở phía nam là dãy núi Ngũ Lĩnh (tức Nam Lĩnh), dãy núi La Tiêu (罗霄山脉) nằm trên vùng ranh giới Hồ Nam-Giang Tây. Phần lớn Hồ Nam là các gò đồi và núi thấp, tổng diện tính của chúng khoảng 149.000 km², tức khoảng 70,2% tổng diện tích; vùng sườn núi và đồng bằng có diện tích khoảng 52.000 km², chiếm 24,5%; diện tích sông hồ là khoảng 11.000 km², chiếm 5,3%. Trừ dãy núi Hành Sơn có độ cao trên 1000 m thì bộ phận còn lại của Hồ Nam có độ cao dưới 500 m. Đỉnh cao nhất tại Hồ Nam là Tỉnh Cương Sơn tại vùng giáp ranh của Viêm Lăng, với cao độ là 2.122 mét.
Hồ Nam có khí hậu cận nhiệt đới, và theo phân loại khí hậu Köppen, nó được phân loại là cận nhiệt đới ẩm (Köppen Cfa), với mùa đông ngắn, mát, và mùa hè rất nóng và ẩm, nhiều mưa. Nhiệt độ trung bình tháng 1 là 3 đến 8 °C (37 đến 46 °F) trong khi nhiệt độ trung bình tháng 7 là khoảng 27 đến 30 °C (81 đến 86 °F). Lượng mưa trung bình là 1.200 đến 1.700 milimét (47 đến 67 in).
Tỉnh Hồ Nam giàu tài nguyên khoáng sản. Hồ Nam đã được xác định có 37 chủng kim loại màu. Trữ lượng wolfram, bismuth và antimon của Hồ Nam đứng đầu Trung Quốc đại lục. Ngoài ra, tỉnh cũng có trữ lượng đứng vào nhóm đầu Trung Quốc về vanadi, thiếc, than chì, barit.

## Nhân khẩu
Hồ Nam là một trong các tỉnh đông dân của Trung Quốc, cuối năm 2007, Hồ Nam có tổng cộng 68.057.000 người, đứng thứ 7 cả nước. Hồ Nam có mật độ dân cư cao, với khoảng 319 người/km², cao hơn bình quân chung của Trung Quốc. Trong cùng kì, dân số thành thị là 27,5 triệu người, còn dân số nông thôn là 40,5 triệu người, tỉ lệ người cao tuổi chiếm 8,98%. Năm 2007, tỷ lệ sinh của tỉnh là 11,96‰, tỷ lệ tử vong là 6,71‰, tỷ lệ tăng trưởng tự nhiên là 5,25‰. Hồ Nam và Giang Tây là hai tỉnh mất cân bằng giới tính lớn nhất tại Trung Quốc, theo nghiên cứu của BMJ dựa theo số liệu năm 2005, tỷ lệ bé trai/bé gái trong nhóm tuổi từ 1-4 tại Hồ Nam là trên 140/100.
Hồ Nam là một tỉnh đa dạng về dân tộc, tổng dân số của các dân tộc thiểu số vào năm 2007 là 6,58 triệu người (đứng thứ 6 cả nước sau Quảng Tây, Vân Nam, Quý Châu, Tân Cương và Liêu Ninh), ước tính chiếm 10,21% tổng dân số toàn tỉnh. Trong đó, các dân tộc thiểu số có số lượng đáng kể là người Thổ Gia (2,64 triệu), người Miêu (1,92 triệu), người Động (840.000), người Dao (700.000), người Bạch (130.000), người Hồi (97.000), người Choang (24.000), người Mông Cổ (16.000), người Mãn (8.206). Các dân tộc thiểu số phân bố tại toàn bộ 14 châu thị của Hồ Nam, song tập trung nhiều ở khu vực phía tây và phía nam với các khu định cư nhỏ và phân tán. Toàn tỉnh Hồ Nam có một châu tự trị dân tộc (Tương Tây, của người Thổ Gia và người Miêu), cùng 7 huyện tự trị (của người Miêu, người Động, người Dao) cùng 100 hương dân tộc. Ngoài ra, Tang Thực và khu Vĩnh Định của Trương Gia Giới cũng được hưởng các chính sách ưu đãi tự trị địa phương. Diện tích đất các khu vực dân tộc thiểu số chiếm khoảng 28% tổng diện tích Hồ Nam.
Có khoảng 5.000 người Duy Ngô Nhĩ sinh sống ở khu vực Đào Nguyên và các nơi khác của Thường Đức. Người Hồi và người Duy Ngô Nhĩ trong khu vực này thường hợp hôn với nhau. Những người Duy Ngô Nhĩ sinh sống tại Thường Đức có đặc tính tôn giáo không cao, họ còn làm trái với tục lệ của Hồi giáo khi ăn thịt lợn. Những người Duy Ngô Nhĩ lớn tuổi không chấp nhận thực tế này, và họ vẫn tìm cách đưa cộng đồng quay trở lại với các phong tục của Hồi giáo. Ngoài việc ăn thịt lợn, người Duy Ngô Nhĩ ở Hồ Nam còn thực hiện các phong tục của người Hán, như thờ cúng tổ tiên. Một số người Duy Ngô Nhĩ ở Tân Cương đến thăm những người Duy Ngô Nhĩ ở Hồ Nam vì hiếu kì. Ngoài ra, người Duy Ngô Nhĩ ở Hồ Nam không nói tiếng Duy Ngô Nhĩ, thay vào đó, ngôn ngữ mẹ đẻ của họ là tiếng Hán.

### Tôn giáo
Tôn giáo tại Hồ Nam

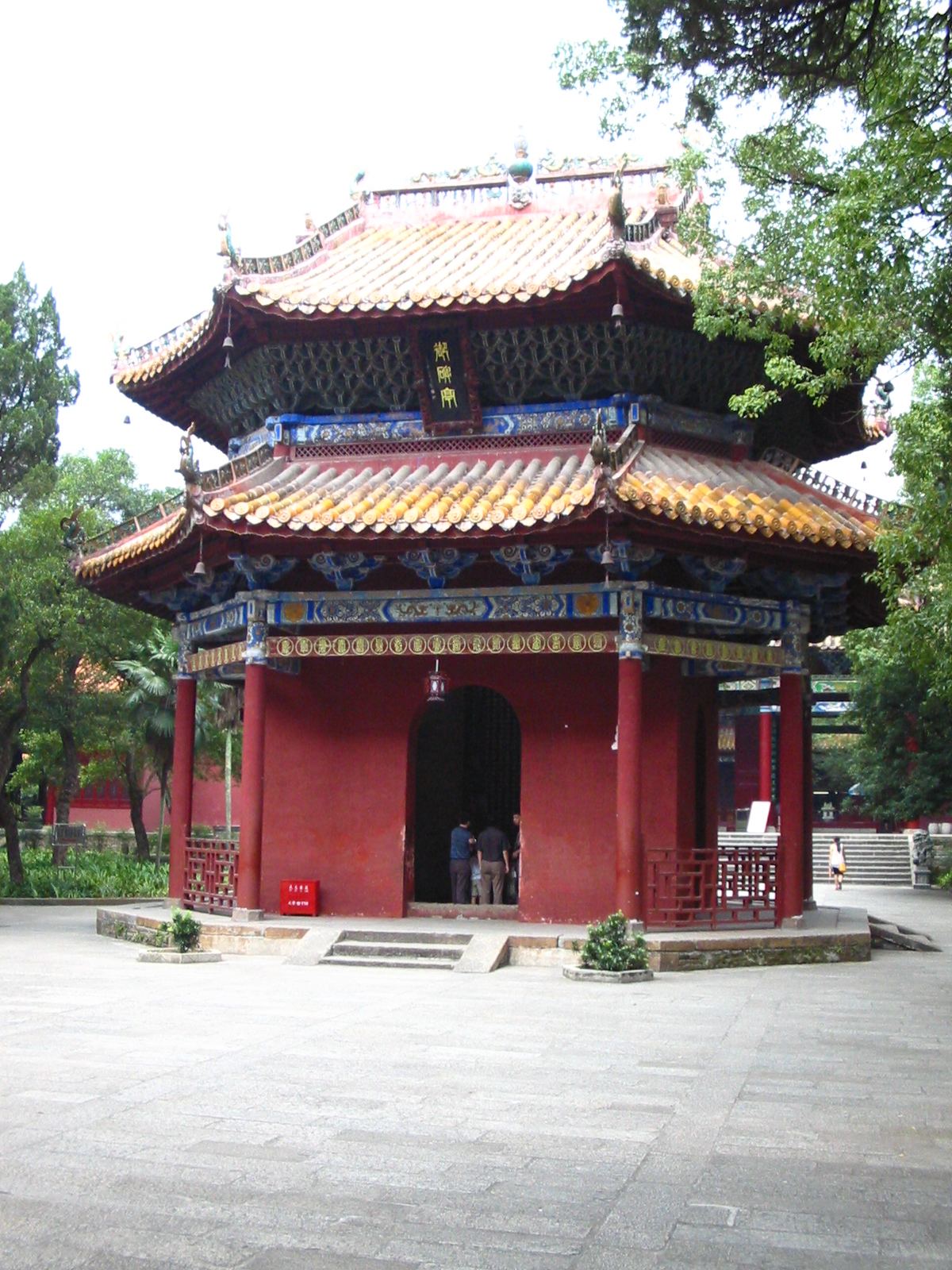
Ngự Bi đình tại Nam Nhạc đại miếu, chân Hành Sơn

- Phật giáo: Phật giáo đã có lịch sử lâu dài tại Hồ Nam, hiện nay là tôn giáo lớn nhất trong tỉnh, có ảnh hưởng lớn nhất đến sinh hoạt xã hội của cư dân. Hiện nay, trên địa bàn Hồ Nam đã khôi phục gần 2.000 miếu chùa, số tăng ni trường trú là gần 4.000 người, tổng số cư sĩ và tín đồ ước khoảng 3,69 triệu người. Các ngôi chùa Phật giáo trọng điểm toàn quốc tại Hồ Nam là: Nam Nhạc đại miếu (南岳大庙, nơi thờ tự của cả tam đạo: Phật, Lão và Khổng), Chúc Thánh tự (祝圣寺), Phúc Nghiêm tự (福严寺), Nam Đài tự (南台寺), Thượng Phong tự (上封寺), Lộc Sơn tự (麓山寺) ở Trường Sa, Khai Phúc tự (开福寺), Thánh An tự (圣安寺) ở Nhạc Dương.
- Đạo giáo: đến cuối năm 2009, tỉnh Hồ Nam có khoảng 1,1 triệu tín đồ Đạo giáo với 913 điểm sinh hoạt Đạo giáo đăng ký chính thức, có hàng chục nghìn đạo sĩ. Đạo giáo đã xuất hiện sớm nhất ở Hồ Nam từ thời Đông Hán. Các đền Đạo giáo phổ biến nhất là Nam Nhạc đại miếu ở Hành Sơn, Vân Lộc cung (云麓宫) ở Nhạc Lộc Sơn, Đào Công miếu (陶公庙) ở Trường Sa.
- Tin Lành: Vào thế kỷ XIX, Hồ Nam là một trong các tỉnh phản đối ảnh hưởng của người Tây phương mạnh mẽ nhất. Sau năm 1901, đã có các giáo sĩ truyền giáo Tây phương đến Hồ Nam để truyền Phúc Âm. Năm 1949, tại Hồ Nam có 827 giáo đường và giáo sở Tin Lành, thuộc 28 giáo phái, chủ yếu là Chân Giê-xu Giáo hội, Nội Địa hội, Trưởng Lão hội, Phong trào Giám Lý, Tín Nghĩa hội Na Uy. Các giáo phái Tin Lành đã thiết lập nên Tương Nhã Y học viện và thực hiện nhiều hoạt động phúc lợi khác. Hiện tại, Hồ Nam có 630 điểm sinh hoạt Tin Lành, có hơn 730.000 người theo. Những năm gần đây, Tin Lành phát triển nhanh chóng tại Hồ Nam.
- Công giáo: Nhà thờ Lớn của Hồ Nam được đặt tại Hành Dương. Năm 1949, Công giáo có 60.000 tín đồ với 355 giáo đường, hình thành 9 giáo phận (Hành Dương, Trường Sa, Vĩnh Châu. Thiệu Dương, Tương Đàm, Thường Đức, Nguyên Lăng, Nhạc Dương, Lễ Huyện), thuộc các dòng Fran-xít của Ý, dòng Augustinô của Tây Ban Nha, giáo đoàn Thụ Nạn của Hoa Kỳ. Toàn bộ các hoạt động Công giáo tại Hồ Nam được tổ chức lại thành một giáo phận vào năm 1999. Năm 1999, Hồ Nam có 54 giáo đường Công giáo, số tín đồ khoảng 50.000 người, chủ yếu phân bố tại bắc bộ.
- Hồi giáo: Năm 1998, toàn tỉnh Hồ Nam có 44 thánh đường Hồi giáo với 120.000 tín đồ. Những người Hồi giáo tại Hồ Nam chủ yếu là người Hồi và người Duy Ngô Nhĩ, họ bắt đầu định cư tại Thiệu Dương và Thường Đức từ thời Nhà Minh.

## Giáo dục

giảng đường Thư viện Nhạc Lộc (岳麓书院) thuộc Đại học Hồ Nam. Thư viện Nhạc Lộc được xây dựng từ năm 976 thời Bắc Tống

| Tại Trường Sa - Đại học Hồ Nam (湖南大学) - Đại học Trung Nam (中南大学) - Đại học Khoa học-Công nghệ Trường Sa (长沙理工大学) - Đại học Nông nghiệp Hồ Nam (湖南农业大学) - Đại học Sư phạm Hồ Nam (湖南师范大学) - Đại học Trung Y-Dược Hồ Nam (湖南中医药大学) - Đại học Khoa học-Kỹ thuật Lâm Nghiệp Trung Nam (中南林业科技大学) - Học viện Trường Sa (长沙学院) - Học viện Sư phạm số 1 Hồ Nam (湖南第一师范学院) - Học viện Kinh tế-Tài chính Hồ Nam (湖南财政经济学院) - Học viện nữ Hồ Nam (湖南女子学院) - Học viện Thương mại Hồ Nam (湖南商学院) - Học viện Cảnh sát Hồ Nam (湖南警察学院) - Học viện Y Trường Sa (长沙医学院) - Học viện Kinh tế Quốc tế Hồ Nam (湖南涉外经济学院) Tại Tương Đàm - Đại học Tương Đàm (湘潭大学) - Đại học Khoa học-Kỹ thuật Hồ Nam (湖南科技大学) - Học viện Công trình Hồ Nam (湖南工程学院) | Tại Hành Dương - Đại học Nam Hoa (南华大学) - Học viện Sư phạm Hành Dương (衡阳师范学院) - Đại học Công nghệ Hồ Nam (湖南工学院) Địa phương khác - Đại học Cát Thủ (吉首大学), tại Cát Thủ - Đại học Công nghệ Hồ Nam (湖南工业大学), Chu Châu - Đại học Khoa học Xã hội Hồ Nam (湖南文理学院), Thường Đức - Học viện Khoa học-Công nghệ Hồ Nam (湖南理工学院), Nhạc Dương - Học viện Thành thị Hồ Nam (湖南城市学院), Ích Dương - Học viện Khoa học-Kỹ thuật và Nhân văn Hồ Nam (湖南人文科技学院), Lâu Để - Học viện Khoa học-Kỹ thuật Hồ Nam (湖南科技学院), Vĩnh Châu - Học viện Tương Nam (湘南学院), Sâm Châu - Học viện Hoài Hóa (怀化学院), Hoài Hóa - Học viện Thiệu Dương (邵阳学院), Thiệu Dương |

## Kinh tế

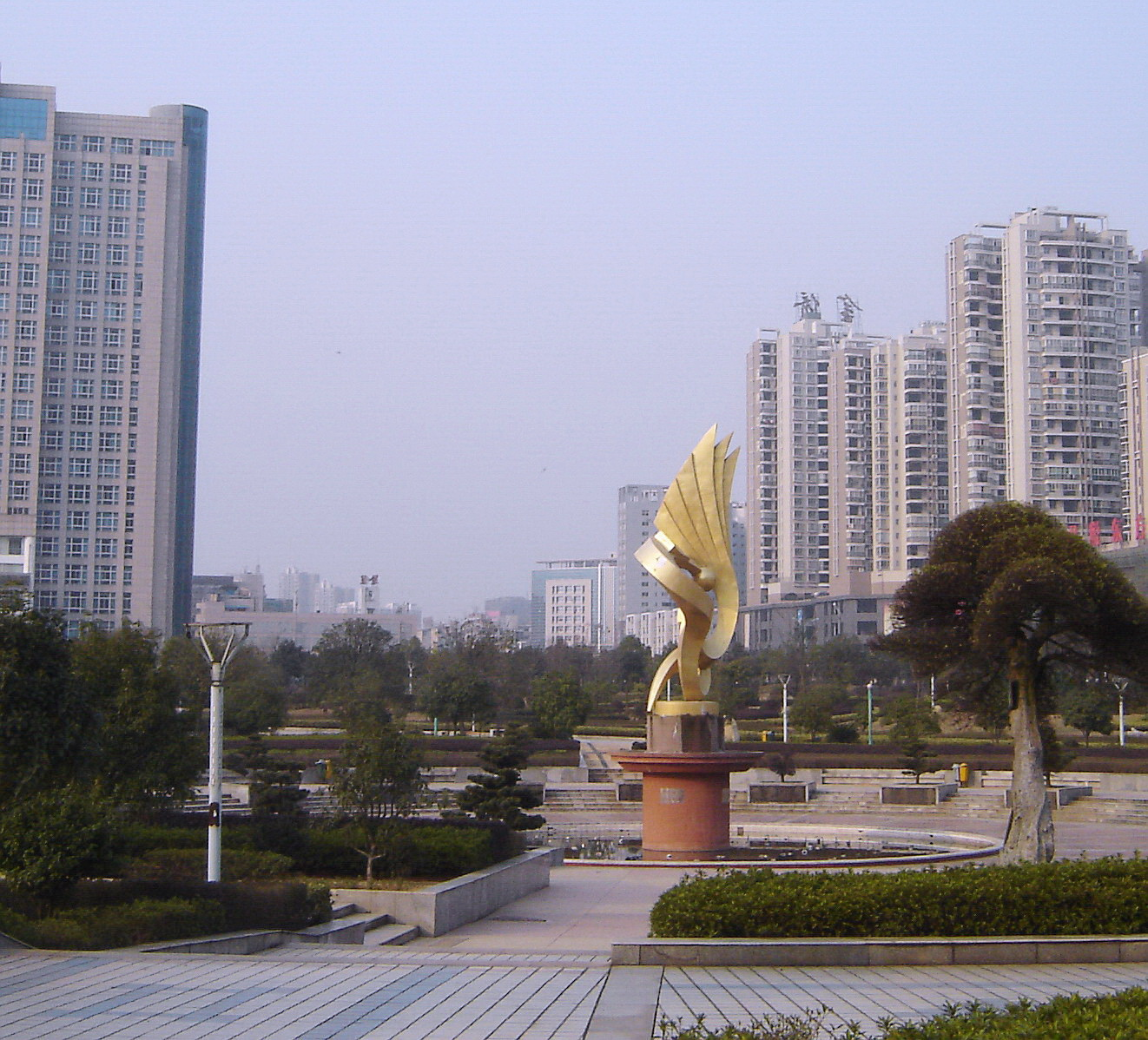
Quảng trường Cẩm Nguyên ở Tương Đàm

Các cây trồng truyền thống của Hồ Nam là lúa và bông. Khu vực hồ Động Đình là một trung tâm quan trọng của ngành trồng gai, và là một trong bốn tỉnh trồng chè lớn nhất nước, loài trà Quân Sơn Ngân Chân (君山银针) là một trong thập đại danh trà của Trung Quốc, trà đen An Hóa cũng là một thương hiệu nổi tiếng. Các nông sản khác của Hồ Nam là ớt, cam quýt. Bên cạnh các sản phẩm nông nghiệp, trong những năm gần đây, Hồ Nam đã trở thành một trung tâm của ngành sản xuất thép, máy móc và các thiết bị điện tử, đặc biệt là với việc các ngành chế tạo của Trung Quốc di chuyển khỏi các tỉnh ven biển như Quảng Đông và Chiết Giang. Khu vực thành phố Lãnh Thủy Giang có các mỏ antimonit và là một trong các trung tâm của ngành khai tác antimon tại Trung Quốc. GDP của Hồ Nam vào năm 2011 là 1,90 nghìn tỉ NDT (300 tỉ USD), GDP đầu người đạt 20.226 NDT (2.961 USD)
- Khu Phát triển Kỹ thuật và Kinh tế Trường Sa (长沙经济技术开发区) được thành lập vào năm 1992. Khu phát triển này nằm ở phía đông của thành phố Trường Sa. Tổng diện tích của dự án là 38,6 km². Gần khu vực là quốc lộ 319 và quốc lộ 107 cũng như đường cao tốc Bắc Kinh-Chu Hải. Các ngành công nghiệp chủ yếu trong khu phát triển này bao gồm công nghiệp công nghệ cao, công nghệ sinh học và ngành công nghiệp vật liệu mới.[10]
- Khu chế xuất Sâm Châu (郴州出口加工区) được thành lập từ năm 2005 và là khu gia công xuất khẩu đầu tiên của tỉnh Hồ Nam. Diện tích thiết kế của khu này là 3 km². Khu chế xuất tập trung phát triển các nhành công nghệ cao theo định hướng xuất khẩu, bao gồm cả thông tin điện tử, máy móc chính xác, các loại vật liệu mới. Kết thúc "Kế hoạch 5 năm lần thứ 11", khu chế xuất Sâm Châu đạt tổng kim ngạch xuất nhập khẩu trên 1 tỷ Đô la Mỹ và cung cấp việc làm cho hơn 50.000 người. Khu chế xuất đề ra mục đích sẽ trở thành khu chế xuất hàng đầu tại Trung Quốc.[11]
- Khu Phát triển Công nghệ cao và mới Chu Châu (株州高新技术产业开发区) được thành lập từ năm 1992 với tổng diện tích thiết kế là 35 km². Khu phát triển này rất gần quốc lộ 320. Các ngành chính trong khu phát triển này là công nghệ sinh học, chế biến thực phẩm và công nghiệp nặng.[12]

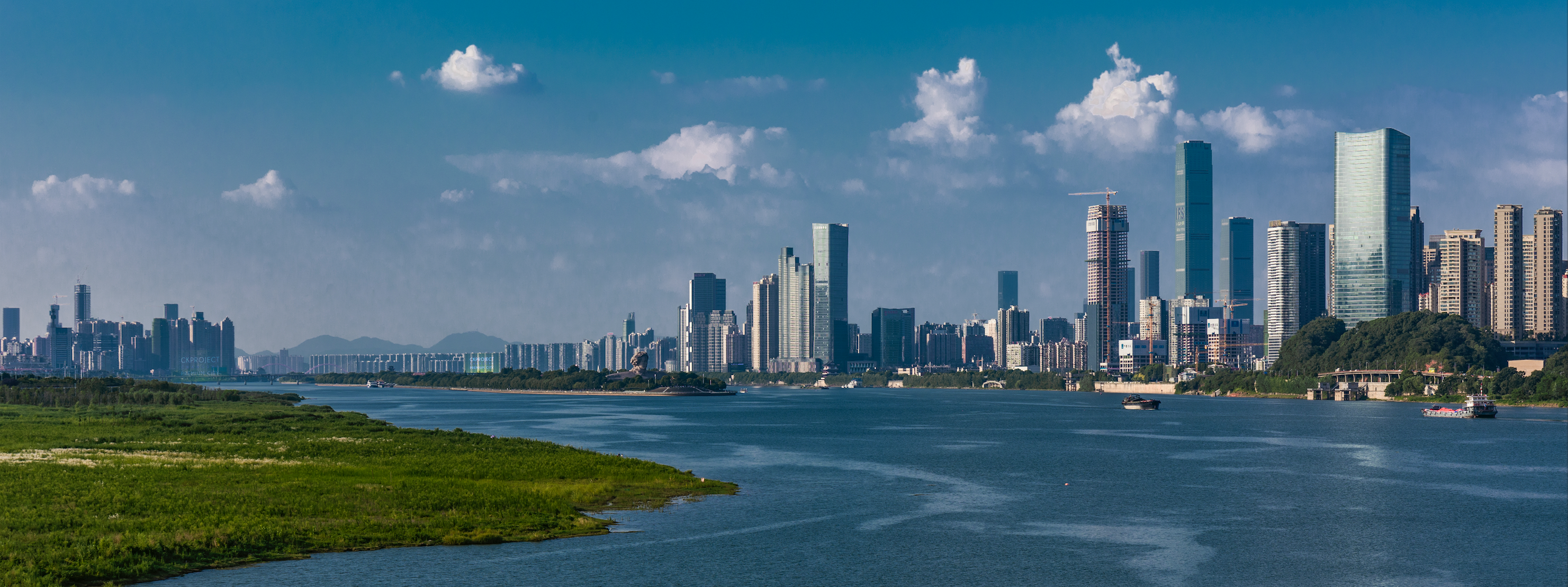
Tỉnh lỵ Trường Sa, 2019 với 8,17 triệu dân, GDP đạt 184 tỷ USD, bình quân 22.521 USD/người, tốc độ tăng trưởng khủng khiếp 10,22%.

Năm 2018, Hồ Nam là tỉnh đứng thứ bảy về số dân, đứng thứ tám về kinh tế Trung Quốc với 68,6 triệu dân, tương đương với Pháp và GDP đạt 3.642 tỉ NDT (505,5 tỉ USD) tương ứng với Bỉ. GDP bình quân đầu người đạt 7.890 USD, hạng 16, tốc độ tăng trưởng năm 2018 đạt tớn 7,8%, tỉnh có nền kinh tế tương đồng với tỉnh Hồ Bắc. Tại Hồ Nam, ngành nông nghiệp chiếm vị trí từ trong nhiều năm khi là nơi có trữ lượng gỗ đáng kể, mặc dù số lượng lớn gỗ đã được khai thác quá độ đầu thế kỷ XX. Nền kinh tế thời điểm đầu lẻ tẻ nhiều nhánh theo sông, ao hồ đông đảo của Hồ Nam. Khai thác tài nguyên là một ngành có vị thế trong nền kinh tế của Hồ Nam với các mỏ than lớn, quặng sắt, thiếc, mangan, antimon, chì, kẽm, wolfram, molypden, bismuth, niobium và tantan. Nằm ở phía nam, Hồ Nam điều chuyển than và quặng sắt đến Hồ Bắc để cung cấp nguồn lực cho các công trình sắt thép của trái tim Vũ Hán. Hồ Nam cũng sử dụng than để cung cấp cho các nhà máy điện của tỉnh. Trong đánh giá của năm 2020, kinh tế Hồ Nam phát triển tốc độ cao, hướng về kinh tế công nghệ cao, kể cả nông nghiệp công nghệ cao.

## Các đơn vị hành chính
Hồ Nam được chia thành 14 đơn vị hành chính cấp Địa khu, trong đó có 13 thành phố (địa cấp thị) và 1 châu tự trị.
Các thành phố cấp địa khu:
| Bản đồ          | #                                     | Tên            | Thủ phủ                                               | Chữ Hán Bính âm | Dân số (2010) |
| --------------- | ------------------------------------- | -------------- | ----------------------------------------------------- | --------------- | ------------- |
|                 |                                       |                |                                                       |                 |               |
| — Địa cấp thị — |                                       |                |                                                       |                 |               |
| 1               | Trường Sa                             | Thiên Tâm      | 长沙市 Chángshā Shì                                   | 7.044.118       |               |
| 2               | Thường Đức                            | Vũ Lăng        | 常德市 Chángdé Shì                                    | 5.747.218       |               |
| 3               | Sâm Châu                              | Bắc Hồ         | 郴州市 Chénzhōu Shì                                   | 4.581.778       |               |
| 4               | Hành Dương                            | Nhạn Phong     | 衡阳市 Héngyáng Shì                                   | 7.141.462       |               |
| 5               | Hoài Hóa                              | Hạc Thành      | 怀化市 Huáihuà Shì                                    | 4.741.948       |               |
| 6               | Lâu Để                                | Lâu Tinh       | 娄底市 Lóudǐ Shì                                      | 3.785.627       |               |
| 7               | Thiệu Dương                           | Song Thanh     | 邵阳市 Shàoyáng Shì                                   | 7.071.826       |               |
| 8               | Tương Đàm                             | Nhạc Đường     | 湘潭市 Xiāngtán Shì                                   | 2.748.552       |               |
| 9               | Ích Dương                             | Hách Sơn       | 益阳市 Yìyáng Shì                                     | 4.313.084       |               |
| 10              | Vĩnh Châu                             | Lãnh Thủy Than | 永州市 Yǒngzhōu Shì                                   | 5.180.235       |               |
| 11              | Nhạc Dương                            | Nhạc Dương Lâu | 岳阳市 Yuèyáng Shì                                    | 5.477.911       |               |
| 12              | Trương Gia Giới                       | Vĩnh Định      | 张家界市 Zhāngjiājiè Shì                              | 1.476.521       |               |
| 13              | Chu Châu                              | Thiên Nguyên   | 株洲市 Zhūzhōu Shì                                    | 3.855.609       |               |
| — Châu tự trị — |                                       |                |                                                       |                 |               |
| 14              | Tương Tây (của người Thổ Gia và Miêu) | Cát Thủ        | 湘西土家族苗族自治州 Xiāngxī Tǔjiāzú Miáozú Zìzhìzhōu | 2.547.833       |               |

14 đơn vị hành chính cấp địa khu trên đây được chia thành 122 đơn vị hành chính cấp huyện, gồm 34 quận, 16 thành phố cấp huyện (huyện cấp thị), 65 huyện, 7 huyện tự trị. Các đơn vị hành chính cấp huyện này lại được nhỏ thành 2587 đơn vị hành chính cấp hương, gồm 1098 thị trấn (trấn), 1158 hương, 98 hương dân tộc, 225 phường (nhai đạo), và 8 khu công sở.

## Di sản
Hồ Nam có rất nhiều điểm du lịch hấp dẫn. Khu thắng cảnh Vũ Lăng Nguyên là di sản thiên nhiên thế giới được UNESCO công nhận. Nhạc Dương lầu ở Nhạc Dương, chùa Nam Nhạc núi Hành Sơn ở Hành Dương và huyện Tương Đàm là nơi Mao Trạch Đông sinh ra.

## Địa phương kết nghĩa
- Nhật Bản Shiga (25/3/1983)
- Hoa Kỳ Colorado (23/1/1984)
- Bỉ Hainaut (15/9/1986)
- Pháp Centre (28/10/1991)
- Uzbekistan Tashkent (4/3/1993)
- Áo Burgenland (27/9/2000)
- Việt Nam Nghệ An (28/11/2001)
- Nam Phi Bắc Cape (11/9/2006)
- Đức Saarland (23/11/2006)
- Nga Ulyanovsk (4/5/2009)
- Nhật Bản Tokushima (24/10/2011)